# Yves Leterme
Yves Camille Désiré Leterme (n. 6 octombrie 1960, Wervik, Flandra, Belgia) este un politician flamand,  prim-ministrul Belgiei din 20 martie până în 30 decembrie 2008 și din 25 noiembrie 2009 până în 6 decembrie 2011.
1. ↑  Yves Leterme, Brockhaus Enzyklopädie, accesat în 9 octombrie 2017
2. 1 2 3 4  Senatul Belgiei, accesat în 16 iunie 2022
3. ↑  Yves Leterme, Munzinger Personen, accesat în 9 octombrie 2017
4. ↑  Yves Leterme, GeneaStar
5. ↑  Yves Leterme, Roglo
6. ↑  IdRef, accesat în 20 mai 2020
7. ↑  pace.coe.int